# Хеппер, Фрэнк Найджел
Фрэнк На́йджел Хе́ппер (англ. Frank Nigel Hepper; 1929—2013) — британский ботаник-систематик и флорист.

## Биография
Фрэнк Найджел Хеппер родился 13 марта 1929 года в Лидсе. Во время Второй мировой войны семья Хеппера переехала в Камбрию, где они и ранее занимались фермерским хозяйством. После окончания войны Найджел Хеппер учился в Лидской грамматической школе, затем — в Кингс-колледже, составлявшем тогда часть Даремского университета, окончил его со степенью по ботанике.
С 1950 года Хеппер работал систематиком в гербарии Королевских ботанических садов Кью. Вскоре он вместе с Рональдом Ки взялся за работу над переработкой монографии Flora of West Tropical Africa, законченную к 1972 году. Найджел неоднократно ездил на экспедиции в Африку, а также в Йемен и на Шри-Ланку.
С 1959 года Хеппер был женат на Хелен Морриш, с которой у него родилось трое сыновей.
В 1986 году Найджел Хеппер инициировал организацию Проекта по генетическим ресурсам тропического леса в ботаническом саду в Виктории (ныне — Лимбе, Камерун). В 1989 году он был удостоен Медали Кью.
Фрэнк Найджел Хеппер скончался 16 мая 2013 года.

## Некоторые научные публикации
- Hepper, F.N. Kew: Royal Botanic Gardens: gardens for science & pleasure. — Owings Mills, Md., 1982. — 194 p.
- Hepper, F.N. Planting a Bible garden. — London, 1987. — 102 p.
- Hulton, P.; Hepper, F.N.; Friis, I. Luigi Balugani's drawings of African plants. — New Haven, Conn. & Rotterdam. — 140 p., [192] pl.
- Hepper, F.N. Illustrated encyclopedia of Bible plants. — Leicester, England & Grand Rapids, Mich., 1992. — 192 p.

## Виды растений, названные в честь Ф. Н. Хеппера
- Cercestis hepperi Jongkind, 2010
- Crepidorhopalon hepperi Eb.Fisch., 1990
- Cyanotis hepperi Brenan, 1968
- Dalbergia hepperi Jongkind, 2007
- Justicia hepperi Heine, 1962
- Sesbania hepperi J.B.Gillett, 1963
- Spermacoce hepperiana Verdc., 1975, nom. nov.